# Denison Witmer

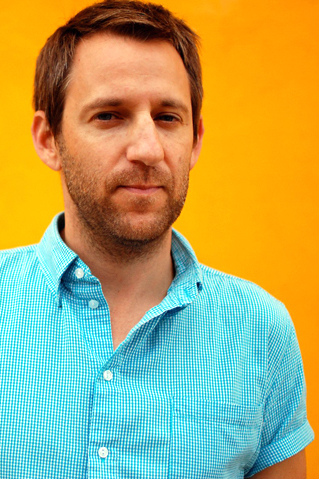
Denison Witmer (2011)

Denison Witmer ist ein amerikanischer Singer-Songwriter aus Lancaster, einer Stadt im Süden des US-Bundesstaats Pennsylvania.

## Werdegang
Zum 16. Geburtstag erhielt Witmer seine erste Gitarre. Sein erstes musikalisches Lebenszeichen wurde das Album My Luck, My Love, das er in seinem letzten Jahr an der Highschool aufnahm, als offizielles Debütalbum laut Laut.de gilt Safe Away von 1997. Später folgten Veröffentlichungen u. a. bei Bad Taste Records, Tooth & Nail Records und Count Your Lucky Stars Records.
In Deutschland war Witmer 2009 beim Haldern Pop Festival zu sehen.

## Stil
In einer Besprechung zum Album Are You A Dreamer? verzichtete Armin Linder von Visions auf eine konkrete stilistische Zuordnung und beschrieb lediglich die Musik. Witmer liefere „Geborgenheit frei Haus“, schrieb er. Bei Plattentests.de wird zum Vorgängeralbum The River Bends ...And Flows Into The Sea geschrieben, dass der Vergleich mit Sufjan Stevens der größte Erfolg sei.

## Diskografie
(nur Alben)
- 1995: My Luck, My Love (Taxed Life Music)
- 1997: Safe Away (Selbstverlag, Burnt Toast Vinyl, The Militia Group)
- 2001: Of Joy & Sorrow (Burnt Toast Vinyl)
- 2002: Philadelphia Songs (Burnt Toast Vinyl, Bad Taste Records)
- 2002: Denison Witmer Live (Burnt Toast Vinyl)
- 2003: Recovered (Fugitive Recordings, Superstars Records)
- 2004: The River Bends ...And Flows Into The Sea (Tooth & Nail Records, Bad Taste Records)
- 2005: Are You A Dreamer? (EMI Music Australia, The Militia Group, Bad Taste Records, Count Your Lucky Stars Records, New Granada Records)
- 2006: Happy Birthday Denison (MP3; Selbstverlag)
- 2008: Carry The Weight (The Militia Group, Superstars Records, Burnt Toast Vinyl)
- 2011: The Ones Who Wait (Burnt Toast Vinyl, Mono Vs. Stereo, Asthmatic Kitty Records)
- 2011: Live In Your Living Room (Vol. 1) (Selbstverlag, MP3)
- 2012: Daytrotter Session (MP3; Daytrotter)
- 2013: Denison Witmer (Asthmatic Kitty Records)
- 2014: Folkadelphia Session 10/24/2013 (MP3; Folkadelphia)
- 2020: Are You A Dreamer? Madison Demos (2003-2004) (MP3; Selbstverlag)
- 2020: January 2020 (MP3; Selbstverlag)
- 2020: American Foursquare (Asthmatic Kitty Records)